# Иштеряковское сельское поселение
Иштеряковское се́льское поселе́ние — муниципальное образование в Тукаевском районе Татарстана Российской Федерации.
Административный центр — село Иштеряково.

## История
Статус и границы сельского поселения установлены Законом Республики Татарстан от 31 января 2005 года № 39-ЗРТ Законом Республики Татарстан от 31 января 2005 года № 42-ЗРТ «Об установлении границ территорий и статусе муниципального образования "Тукаевский муниципальный район" и муниципальных образований в его составе».

## Название
От фамилии "Иштеряков" а оно в свою очередь от личного чувашского имени "Иштеряк".

## Население
| 2010 | 2011 | 2012 | 2013 | 2014 | 2015 | 2016 |
| ---- | ---- | ---- | ---- | ---- | ---- | ---- |
| 817  | ↗818 | ↘804 | ↗819 | ↗832 | ↘829 | ↘828 |
| 2017 | 2018 |      |      |      |      |      |
| ↗835 | ↘817 |      |      |      |      |      |

## Состав сельского поселения
| № | Населённый пункт | Тип населённого пункта       | Население |
| - | ---------------- | ---------------------------- | --------- |
| 1 | Авлаш            | деревня                      |           |
| 2 | Иштеряково       | село, административный центр |           |

### Упразднённые населённые пункты
Мартыш — упразднённая в 2024 году деревня.